# Hô Nhĩ Hán
Hô Nhĩ Hán hay Hỗ Nhĩ Hán (tiếng Mãn: ᡥᡡᡵᡥᠠᠨ, Möllendorff: Hūrhan, Abkai: Hvrhan, giản thể: 扈尔汉; phồn thể: 扈爾漢; bính âm: Hùěrhàn), Đông Giai thị, là một vị tướng của Hậu Kim và nhà Thanh sau này, ông là một trong năm vị đại thần tâm phúc của Nỗ Nhĩ Cáp Xích - vị Đại Hãn đầu tiên của Hậu Kim và được xem là người khởi đầu cho nhà Thanh.

## Thân thế
Ông xuất thân từ Đông Giai thị, thế cư Nhã Nhĩ Cổ Trại. Cha ông là Hỗ Lạt Hổ (扈喇虎) từ rất sớm đã đầu phục Nỗ Nhĩ Cáp Xích, được đãi vào Mãn Châu Chính Bạch kỳ. Ông cũng được Nỗ Nhĩ Cáp Xích nhận làm nghĩa tử.
Ông từng cùng với Nỗ Nhĩ Cáp Xích tham gia các chiến dịch lớn của người Mãn Châu trong công cuộc chinh phục các bộ lạc ở vùng Đông Bắc Trung Quốc và cuộc chiến tranh với nhà Minh dưới thời của Nỗ Nhĩ Cáp Xích và Hoàng Thái Cực, trở thành 1 trong Ngũ đại thần khai quốc, chấp chưởng Tương Bạch kỳ.
Ngoài ra ông có công trong việc tố giác âm mưu tạo phản của Đại Bối lặc Chử Anh dẫn đến cái chết của ông này.

## Cuộc đời
Năm Thiên Mệnh thứ 4 (1619), ông tham gia trận Tát Nhĩ Hử, đại bại quân Phủ Thuận. Lại thiết lập mai phục, cùng các Bối lặc tiêu diệt hơn năm vạn quân Minh.
Năm thứ 5 (1620), đại bại Minh Tổng binh Tạ Thế Hiền tại Thẩm Dương. Nhờ chiến công mà được phong Nhất đẳng Tổng binh quan.
Năm thứ 8 (1623), ông qua đời, thọ 48 tuổi.

## Vụ tố giác Chử Anh
Đại Bối lặc Chử Anh là con trai trưởng của Nỗ Nhĩ Cáp Xích, là người đã lập nhiều võ công hiển hách cho nhà Hậu Kim, ông ta vừa có tư cách kế thừa gia tộc, vừa lập được nhiều chiến công, ông được xem là người kế vị thích hợp nhất ngôi Đại Hãn nhưng tính tình ông ta kiêu ngạo, coi khinh người khác cho nên không được lòng mọi người trong bộ lạc, gây là sự bất mãn lớn.
Việc Chử Anh hống hách ngạo mạn coi thường các đại thần khiến cho Hô Nhĩ Hán không vừa lòng. Là một đại thần công lao hiển hách cho triều đình nhưng không được người dự định kế nhiệm sau này coi trọng, ông đã quyết định liên kết cùng các đại thần khác là Phí Anh Đông, Ngạch Diệc Đô, Hà Hòa Lý và An Phí Dương Cổ cùng với bốn vị Bối lặc trụ cột là Đại Thiện, A Mẫn, Mãng Cổ Nhĩ Thái và Hoàng Thái Cực tập trung tố giác những hành vi sai trái, coi khinh kẻ khác của Chử Anh.
Kết quả là Chử Anh không còn nhận được sự tín nhiệm của Nỗ Nhĩ Cáp Xích như trước nữa cho nên ông ta bất mãn từ đó oán than, nguyền rủa Nỗ Nhĩ Cáp Xích và bốn vị Bối lặc cùng năm vị đại thần (trong đó có Hô Nhĩ Hán) đang đi chinh chiến ở bên ngoài.
Biết được sự việc này, Hô Nhĩ Hán tiếp tục cùng với các vị Đại Bối lặc và đại thần tập trung tố cáo mạnh mẽ Chử Anh hơn nữa cuối cùng Chử Anh bị tống giam và chết trong ngục. Thực sự thì đây là một cuộc chính biến lật đổ người thừa kế, Chử Anh trở thành vật hi sinh của cuộc đấu tranh và những âm mưu giành ngôi vị.
Sau khi Chử Anh chết, Nỗ Nhĩ Cáp Xích cũng chết sau thất bại tại trận Ninh Viễn trước danh tướng nhà Minh Viên Sùng Hoán, ông ta chết mà không kịp chỉ định người thừa kế từ đó mở ra một cuộc cạnh tranh bình đẳng và quyết liệt trong việc giành ngôi kế vị. Cuối cùng bằng những thủ đoạn chính trị, Hoàng Thái Cực, người con thứ tám đã lên ngôi Đại Hãn và là Hoàng đế nhà Thanh sau này.

## Gia quyến

### Con trai
1. Hồn Tháp (浑塔), tập Tam đẳng Tổng binh quan.
2. Chuẩn Tháp (准塔), có truyện riêng
3. A Lạp Mật (阿拉密), tập thế chức của Chuẩn Tháp, chép phụ vào truyện của Chuẩn Tháp